# ساري أجاق
ساري أجاق (بالفارسية: ساری‌اجاق) هي قرية تقع في أذربيجان الغربية في إيران. يقدر عدد سكانها بـ 418 نسمة .